# Blue Man Group

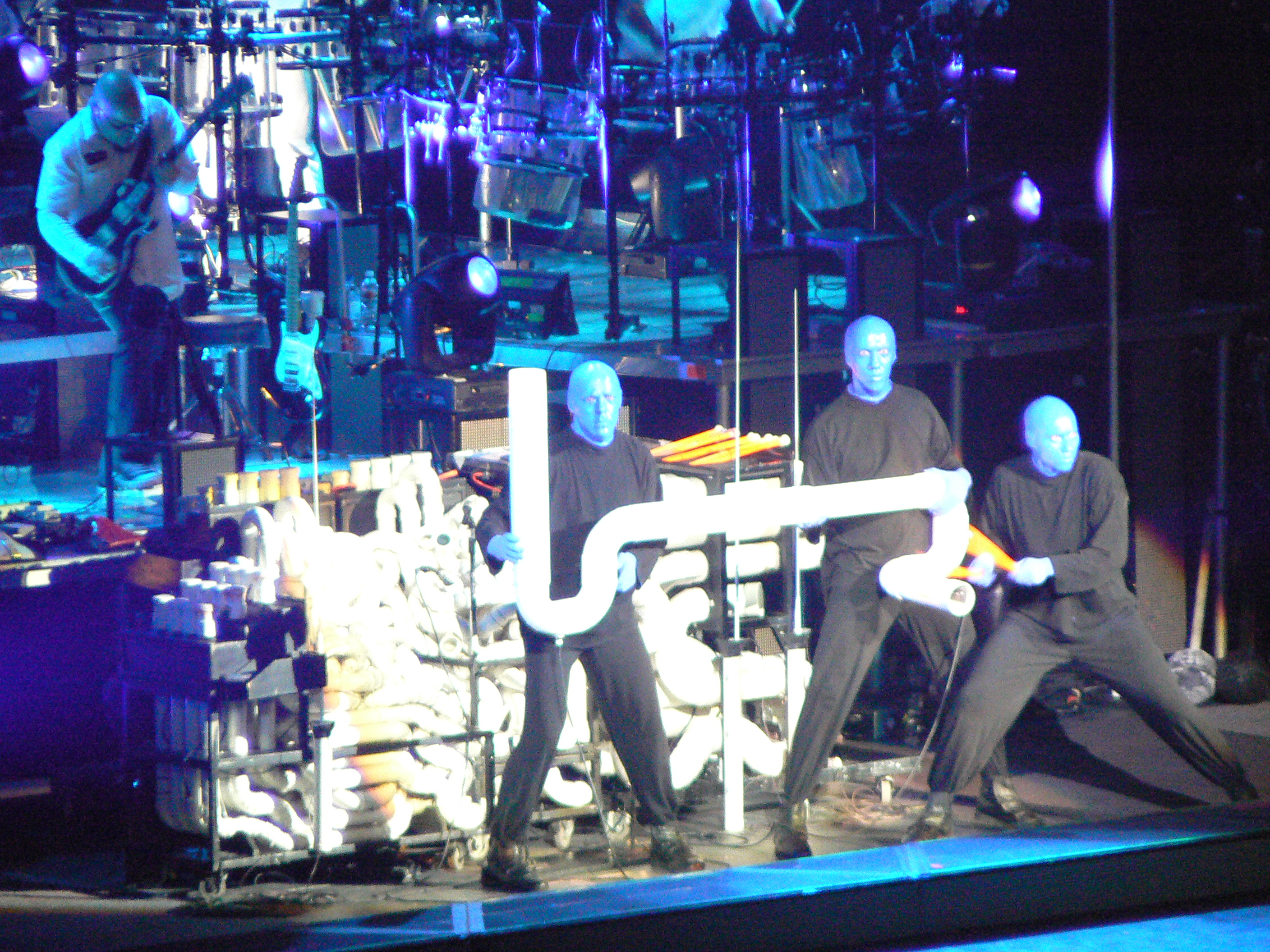
Optreden van de Blue Man Group in Austin, Texas in 2007

Blue Man Group is een creatieve organisatie rondom drie personen, die zwarte kleding dragen en totaal blauw geschminkt zijn. De hoofden geven de indruk volledig kaal te zijn en de oren zijn bedekt door een gladde kap. Ze worden begeleid door een band met hoofdzakelijk slagwerkinstrumenten.

## Geschiedenis
De vrienden Chris Wink, Matt Goldman en Phil Stanton ontwikkelden het idee voor de Blue Man Group in de jaren tachtig in New York. Ze deden optredens in de straten om passanten te vermaken.
De interesse in de groep ontwikkelde zich gestaag met hun eerste in theater opgevoerde programma in het Astor Place Theater in New York.
Door meer dan tien optredens in de Tonight Show van Jay Leno en het verschijnen in de commercials voor Intel is de populariteit van de groep met hun shows verder gegroeid. Door de populariteit zijn er meerdere artiesten aangetrokken die als "Blue Man" kunnen optreden, per show zijn er echter altijd drie.
De BMG was onderdeel van een optreden van Tiësto op de TMF Awards en ook verschenen ze in 2006 tijdens Tiësto's Elements of Life Concert in het Gelredome.

## Kenmerken
De show wordt hoofdzakelijk gedragen door percussie en rockmuziek. Hierbij wordt gebruikgemaakt van ongewone instrumenten zoals pvc-buizen, verf of zelfs televisies met reclame. Het publiek wordt nadrukkelijk bij de show betrokken en er wordt volop met papier gewerkt. Er wordt niet gesproken, maar door de lichaamstaal van de Blue Men en mime zit er veel humor in de shows.
In de eerste rijen wordt aangeraden voor bescherming van de kleding een poncho te dragen. Het is mogelijk dat de verf of het eten, dat in de show gebruikt wordt, in de zaal belandt.

## Locaties

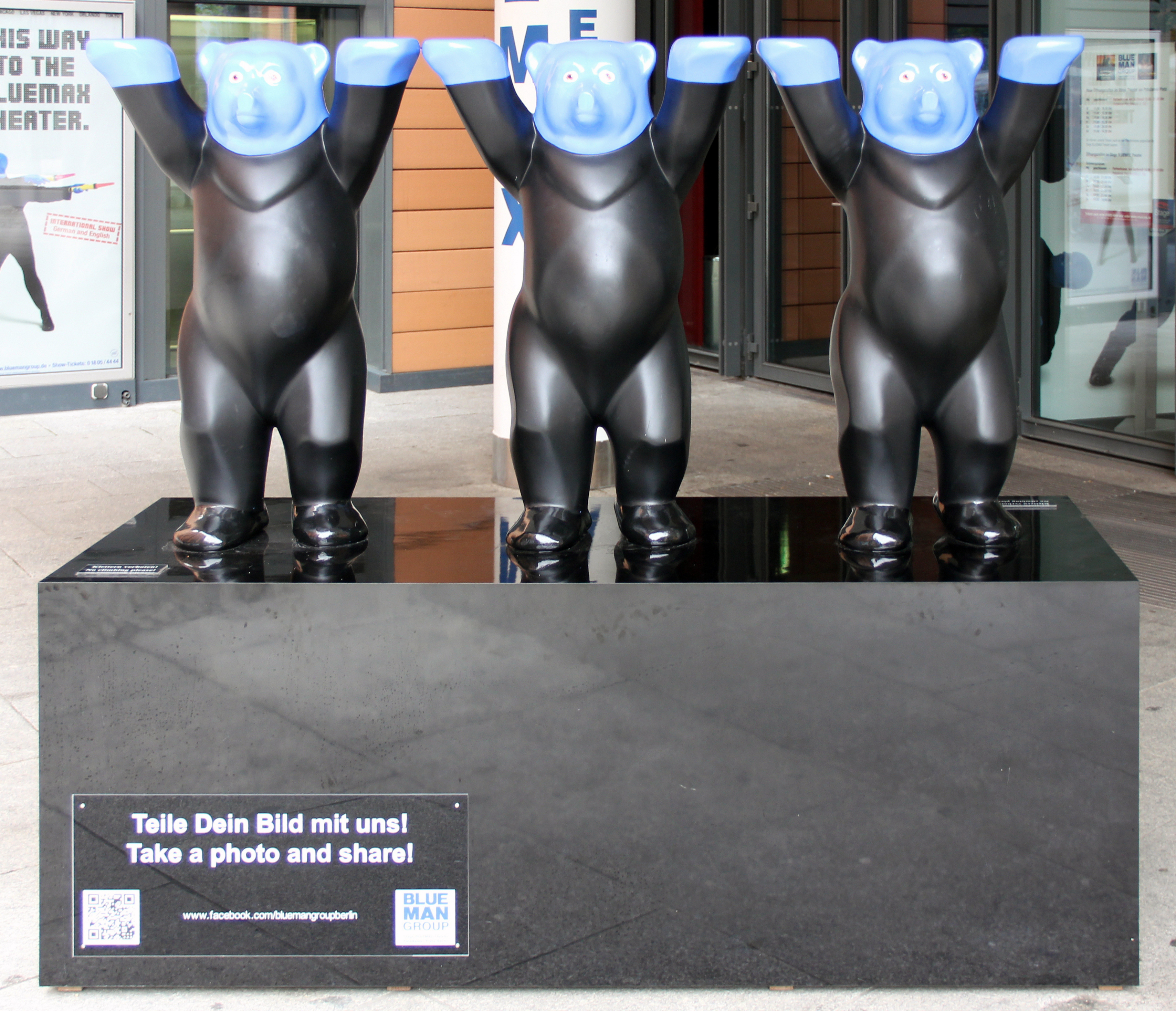
Blue Man Group-Buddy Bears, theater in de buurt van de Potsdamer Platz, Berlijn

De shows van de Blue Man Group zijn hier te zien:
- Astor Place Theater, New York (1991 tot heden)
- Charles Playhouse, Boston (1995 tot heden)
- Briar Street Theater, Chicago (1997 tot heden)
- Blue Man Theater in The Venetian, Las Vegas (2006)
- Theater am Potsdamer Platz, Berlijn (mei 2004 tot heden)
- Toronto (per 2005)
- Universal Studios Florida
- New London Theatre, Londen
- Theater Fabriek Amsterdam, Amsterdam (vanaf 12 december 2006 tot 30 september 2007)
- Heineken Music Hall, Amsterdam (dinsdag 4 en donderdag 6 november 2008)
- AFAS Live, Amsterdam (dinsdag 3 september tot en met zondag 8 september 2019)

Inmiddels zijn er meer dan 70 Blue Men in de verschillende shows.

## Discografie

### Albums
| Album met eventuele hitnotering(en) in de Nederlandse Album Top 100 | Datum van verschijnen | Datum van binnenkomst | Hoogste positie | Aantal weken | Opmerkingen |
| ------------------------------------------------------------------- | --------------------- | --------------------- | --------------- | ------------ | ----------- |
| Audio                                                               | 1999                  | -                     |                 |              |             |
| The complex                                                         | 2003                  | -                     |                 |              |             |
| How to be a megastar live!                                          | 2008                  | 17-05-2008            | 65              | 4            |             |

### Singles
| Single met eventuele hitnotering(en) in de Nederlandse Top 40 | Datum van verschijnen | Datum van binnenkomst | Hoogste positie | Aantal weken | Opmerkingen        |
| ------------------------------------------------------------- | --------------------- | --------------------- | --------------- | ------------ | ------------------ |
| The current                                                   | 2003                  | -                     |                 |              | met Gavin Rossdale |